# L'oceano silenzioso
L'oceano silenzioso (Der Stille Ozean) è un film del 1982 diretto da Xaver Schwarzenberger.